# Olga Šilhánová
Olga Šilhánová (* 21. Dezember 1920 in Vysoké nad Jizerou, Tschechoslowakei; † 27. August 1986 in Prag, Tschechoslowakei) war eine tschechische Kunstturnerin.

## Karriere
Šilhánová nahm an den Olympischen Spielen 1948 in London teil. Hier gewann sie mit der tschechoslowakischen Mannschaft die Goldmedaille im Mannschaftsmehrkampf.